# Bernd Landvoigt
Bernd Landvoigt (* 23. März 1951 in Brandenburg (Havel)) ist ein ehemaliger deutscher Ruderer und jetziger Rudertrainer. Er wurde zusammen mit seinem Zwillingsbruder Jörg zweimal Olympiasieger und viermal Weltmeister in der Bootsklasse Zweier ohne Steuermann.

## Leben
Bernd Landvoigt begann 1965 mit seinem Bruder seine Sportlerlaufbahn bei der BSG Einheit Brandenburg und wurde 1969 nach Potsdam zur Kinder- und Jugendsportschule und zum Klub SG Dynamo Potsdam delegiert. Seinen ersten großen internationalen Erfolg errang er bei den Olympischen Spielen 1972 in München, wo er als Mitglied des DDR-Achters die Bronzemedaille gewann.
Später bildete er mit seinem Zwillingsbruder Jörg einen der erfolgreichsten Zweier-ohne aller Zeiten, die 179 Siegen in 180 aufeinander folgenden Rennen erreichten.
Sowohl bei den Olympischen Spielen 1976 in Montréal als auch bei den Spielen 1980 in Moskau wurden sie Olympiasieger. Daneben siegten sie bei den Weltmeisterschaften 1974, 1975, 1978 und 1979 und wurden dreimal Meister der DDR (1974, 1978 und 1979). 1980 beendeten beide den Leistungssport.
Neben seiner Karriere absolvierte er 1969–1977 erfolgreich ein Sportstudium und arbeitet seit seiner aktiven Zeit ab 1980 als Trainer bei der SG Dynamo Potsdam, heute Potsdamer Ruder-Gesellschaft.
Er ist heute Stützpunkt-Trainer beim Deutschen Ruderverband (DRV) in Potsdam und hat eine Vielzahl von Athleten auf Medaillengewinne bei Weltmeisterschaften und Olympischen Spielen vorbereitet. Zeitweise trainierte er auch seinen Neffen Ike Landvoigt, den Sohn seines Bruders Jörg. 
Bernd Landvoigt heiratete Viola Goretzki, die 1976 Olympiasiegerin mit dem Achter wurde.

## Auszeichnungen (Auswahl)
- 1974: Vaterländischer Verdienstorden in Bronze
- 1976: Vaterländischer Verdienstorden in Silber[1]
- 1980: Vaterländischer Verdienstorden in Gold
- 1988: Orden Banner der Arbeit Stufe I